# Тавуш (гавар)

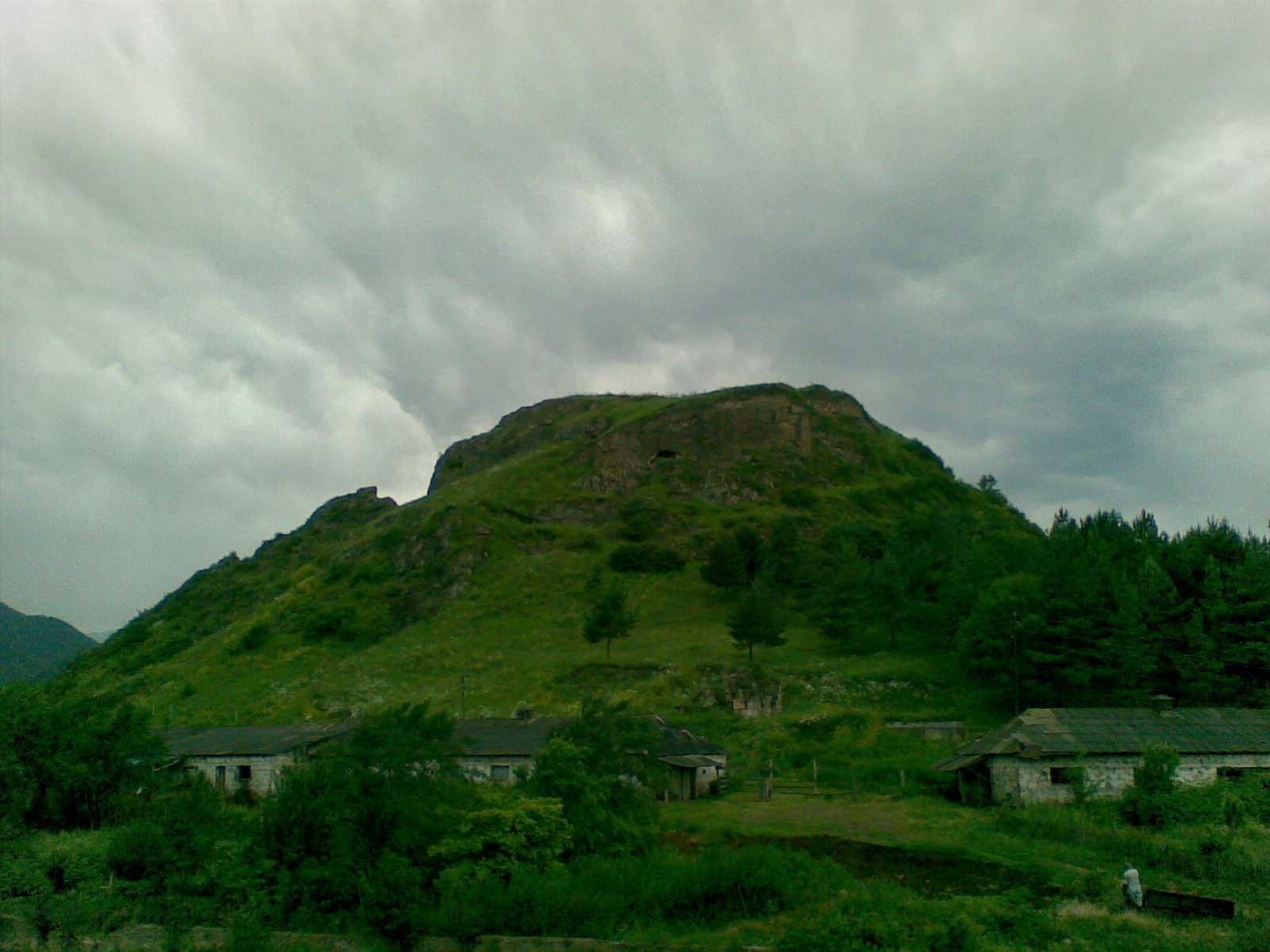
Тавушская крепость

Тучкатак (арм. Տուչկատակ), или Туч-Катак, Тус-Кустак, Тавуш, Тавус, — историко-географическая область. Со II века до н. э. по IV век н. э. в составе Великой Армении, гавар провинции Утик.
После Первого раздела Армении между Римом и Персией в 387 году провинция Утик была передана Персией в состав вассального Албанского царства.
В настоящее время равнинная (восточная) часть древней области Тучкатак входит в Таузский район Азербайджана, а западная (горная) — в Тавушскую область Армении.

## Этимология

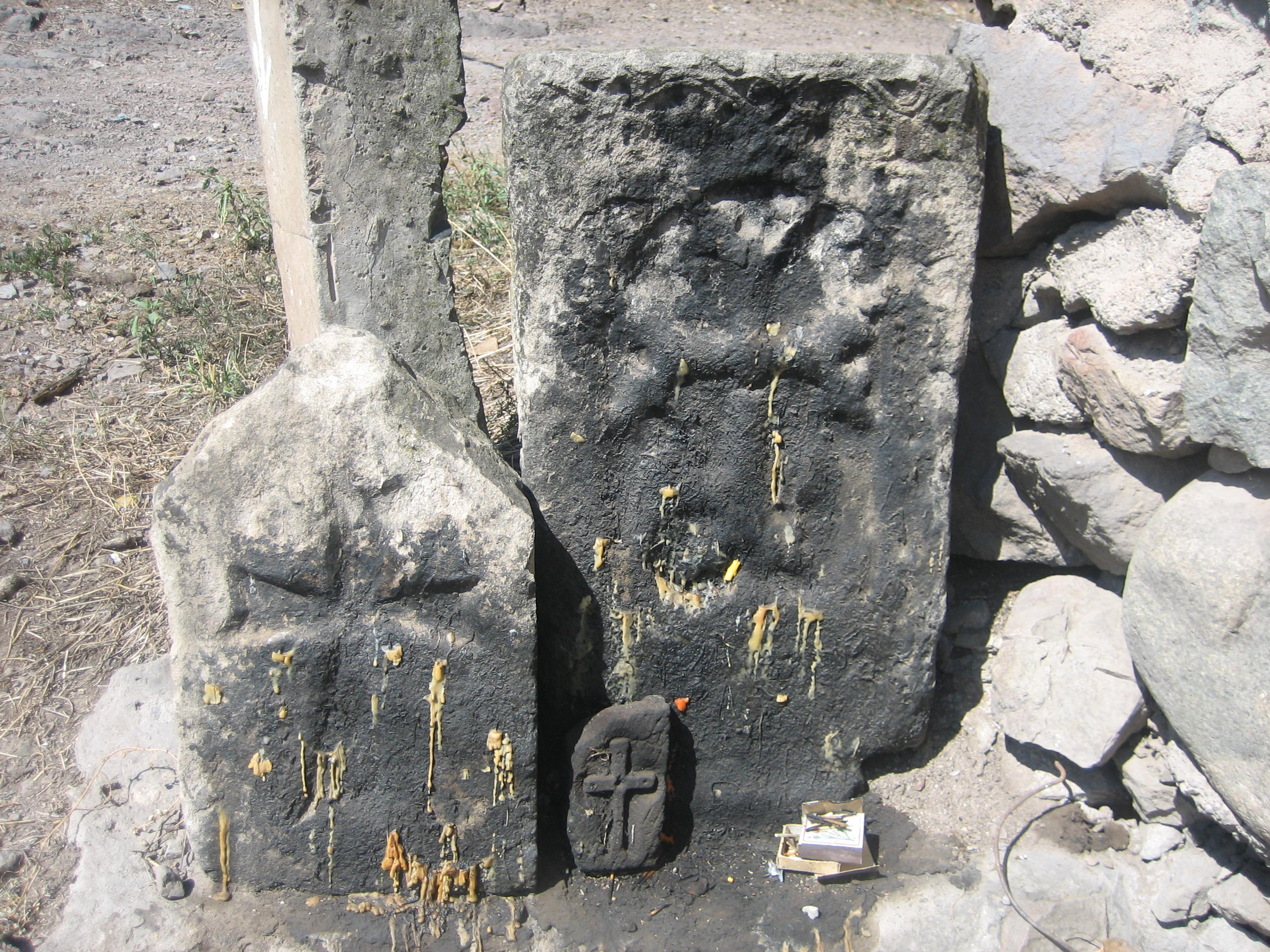
Средневековые хачкары в селе Мовсес

Топоним Тучкатак впервые упоминается в «Географии» армянского автора VII века Анании Ширакаци как название области провинции Ути Великой Армении, которая в период написания работы находилась в составе Кавказской Албании.
Название гавара созвучно с названием находящейся на этой территории крепости — Тавуш. Самые ранние упоминания области Тучкатак в форме Тус и Тавуш в исторических источниках встречаются с X века. В. Минорский отмечал, что современной формой названия Тавуш является Тавус. В других источниках крепость также упоминается в форме Тавус, Тус, Товуш и Товус.

## География
С севера естественной границей Тучкатака служила река Кура, которая также разделяла Великую Армению и Кавказскую Албанию. В пределах области протекали притоки Куры — реки Ахум, Тавуш и Хндзорут. С запада от Гугарка её отделяло ущелье реки Агстев, которое входило в гавар Дзорапор. На юге Тучкатак граничил с гаваром Варажнуник провинции Айрарат, на юго-востоке — с областью Гардман провинции Утик.
Как свидетельствовует этнограф, археолог, епископ Макар Бархударянц в конце XIX века, Тучкатак является исключительно плодородным и богатым всевозможным плодами садов, пшеницей, ячменем, просом, арбузами, дынями, овощами, а также крупным и мелким скотом. Однако нижняя часть Тучкатака бедна водой.

## История

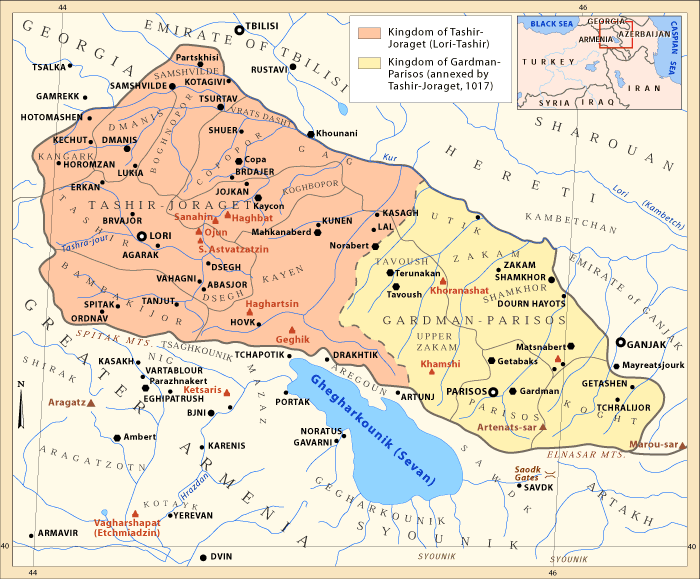
Гардман-Парисосское княжество (выделено жёлтым цветом) в 1017 году, после присоединения к Лорийскому царству (красным).

В начале II в. до н. э. восточные границы Великой Армении установились по реке Кура, и территория области Тучкатак, как и всего Утика, в последовавшие 6 столетий находилась в пределах централизованного армянского государства. В 387 году, во время раздела Великой Армении, Тучкатак с рядом других соседних областей был включён в состав вассальной от Персии полиэтнической Албании. 
В середине VIII века здесь расселилось пришлое венгерское (по предположению Новосельцева —савирское) племя, известное в истории под армянским именем Севордик, что означает «Чёрные сыны». В арабских источниках они упоминались в форме савардийа или сийавурдийа. Так Масуди в X веке писал, что «Река Курр (Кура) вытекает из страны Джурзан, принадлежащей царю Джурджину (Гургену), течет через земли Абхаз, пока не достигает пограничной области Тифлис, которую она пересекает посередине. Затем она течет через земли Сийавурдия, которые являются ветвью армян». Племя Севордик позже приняло христианство и уже к первой половине X века была арменизирована. Ал-Истархи также называет Сийавардийцев армянами.
С конца IX века, после восстановления независимости Армении, эта территория вошла в армянское государство, когда её границы на северо-востоке доходили до реки Кура. Византийский император Константин Багрянородный свои официальные письма адресовал «в Армению — к трём князьям Сервоти, которые именуются чёрные сыны». В начале X века царь Армении Ашот II объединил Тавуш и Дзорапор в отдельную административную единицу. В этот период здесь князями являлись Цлик Амрам и Мовсес. Во второй половине X века гавары Гардман и Парисос соединились и стали небольшим армянским княжеством, присоединив к себе ряд других гаваров, в том числе Тучкатак. В 1017 году Гардман-Парисосское княжество стало частью армянского Ташир-Дзорагетского царства.

...умер Гагик, оставив царство трем сыновьям своим: Иоанну, Абасу и Ашоту.
Ашоту завещал свою корону, Ани, Ширак, Сурб-Григор с долиною Ашоцк', Анберд, долину Айраратскую, Кайан, Катцон и Тавуш — область Севордик'. Остальное же он разделил между Ашотом и Абасом.— Вардан Великий, «Всеобщая история»
В 1118 году земли Ташир-Дзорагетского царства были присоединены к Грузии и переданы под управление амирспасалару. После этого младшая ветвь армянских Багратидов — Кюрикяны, укрепившись в крепостях Мацнаберд и Тавуш, сохранили царский титул до начала XIII века. Здесь в течение 1113—1145 годов существовало Тавушское княжество с центром в крепости Тавуш основанный сыном Кюрике II Абасом. В конце XII—первой половине XIII века большая часть Тучкатак/Тавуша находилась в пределах владений Ваграмянов. В этот период, в 1230—1240 годах, здесь было образовано княжество Нор-Берда. В XIV—XVIII веках армянский Тавуш входил в объединённое Грузинское, затем Картлийское и Кахетинское царство.

## Культура
Как свидетельствовал епископ Макар Бархударянц в конце XIX века, в верхней части Тучкатак находилось поселение Тигранакерт, которое ко времени его посещения было разрушено. Тем не менее в своё время это было обширное поселение, которое являлось епархиальным и областным центром, поскольку там находились развалины величественной церкви, рынка, каменная, на извести, кладка стен домов и бань. На нижней окраине покинутого поселения находился знаменитый родник Шах-булах, а на верхней — кладбище. Чуть выше Тигранакерта находились горы Ванкасар и Овивасар, с которым связано множество местных преданий. Рядом с Тигранакертом стояла возведённая целиком из тёсаного камня новая крепость под названием Тарнагюти (или Шахбулаг).
В нижней части Тучкатака находилась земляная (из сырцового кирпича) крепость Султан-пут, своими размерами и высотой похожая на холм, развалины древнего города Белукан на левом берегу Гаргара (Баята), а также 7 других земляных холмов.
В Тучкатаке находится один из некогда важнейших армянских религиозных центров — Хоранашатский монастырь. Здесь жили и творили такие видные деятели армянской культуры как Ванакан Вардапет и Киракос Гандзакеци.

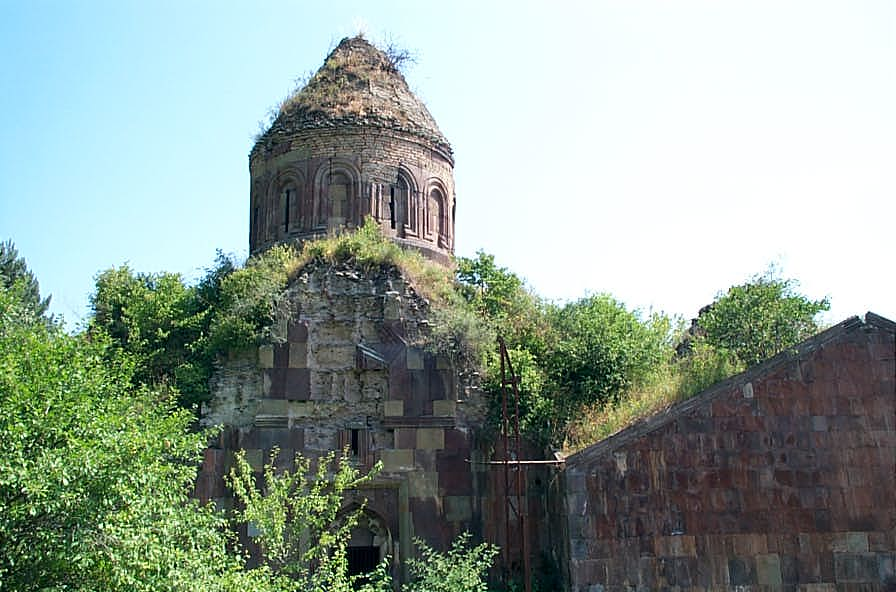
Монастырь Хоранашат, 1211—1222 годы
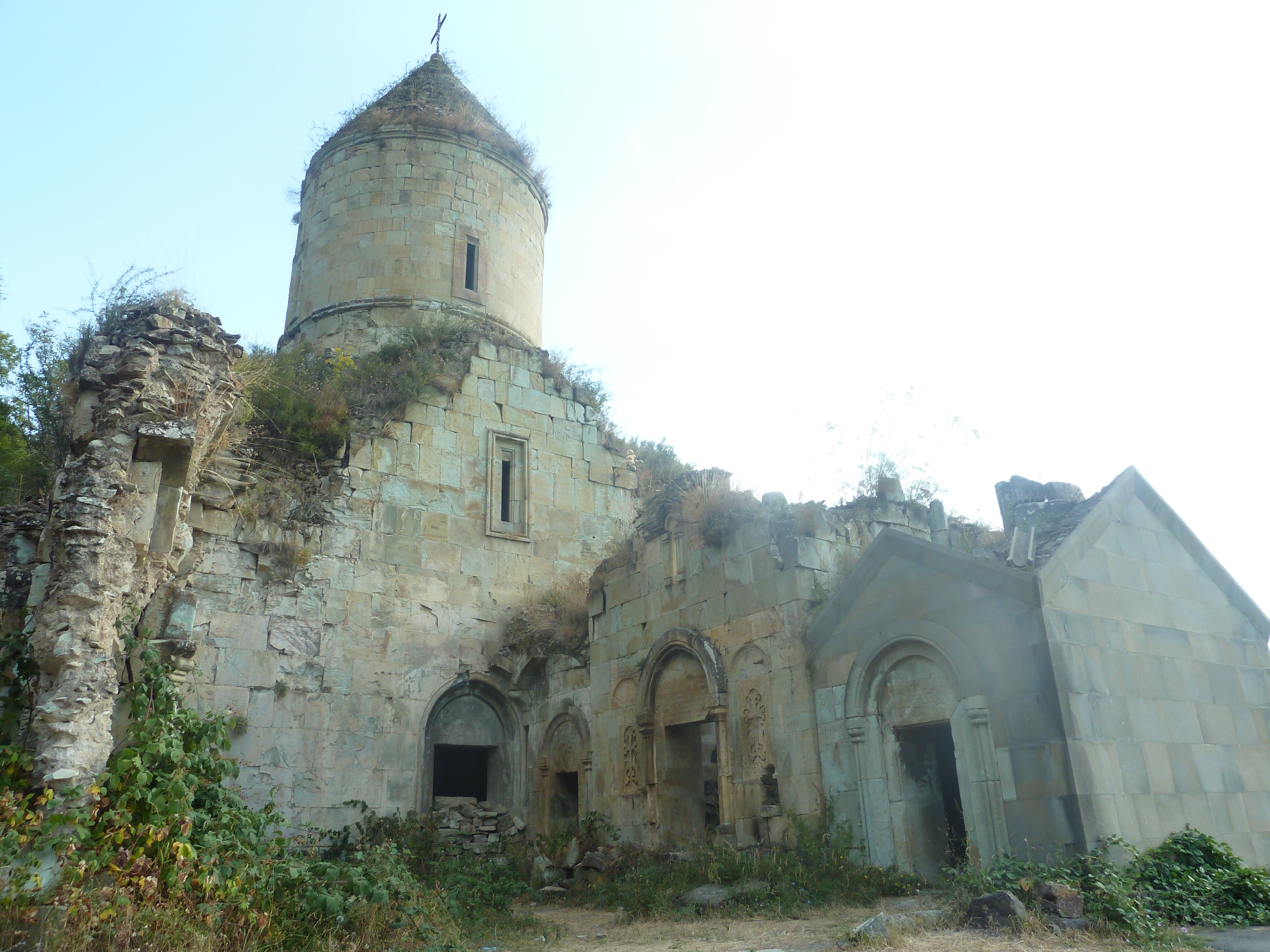
Монастырь Нор Варага. Построен Давидом и Васаком Кюрикянами (Багратуни) в конце XII—первой половине XIII вв.
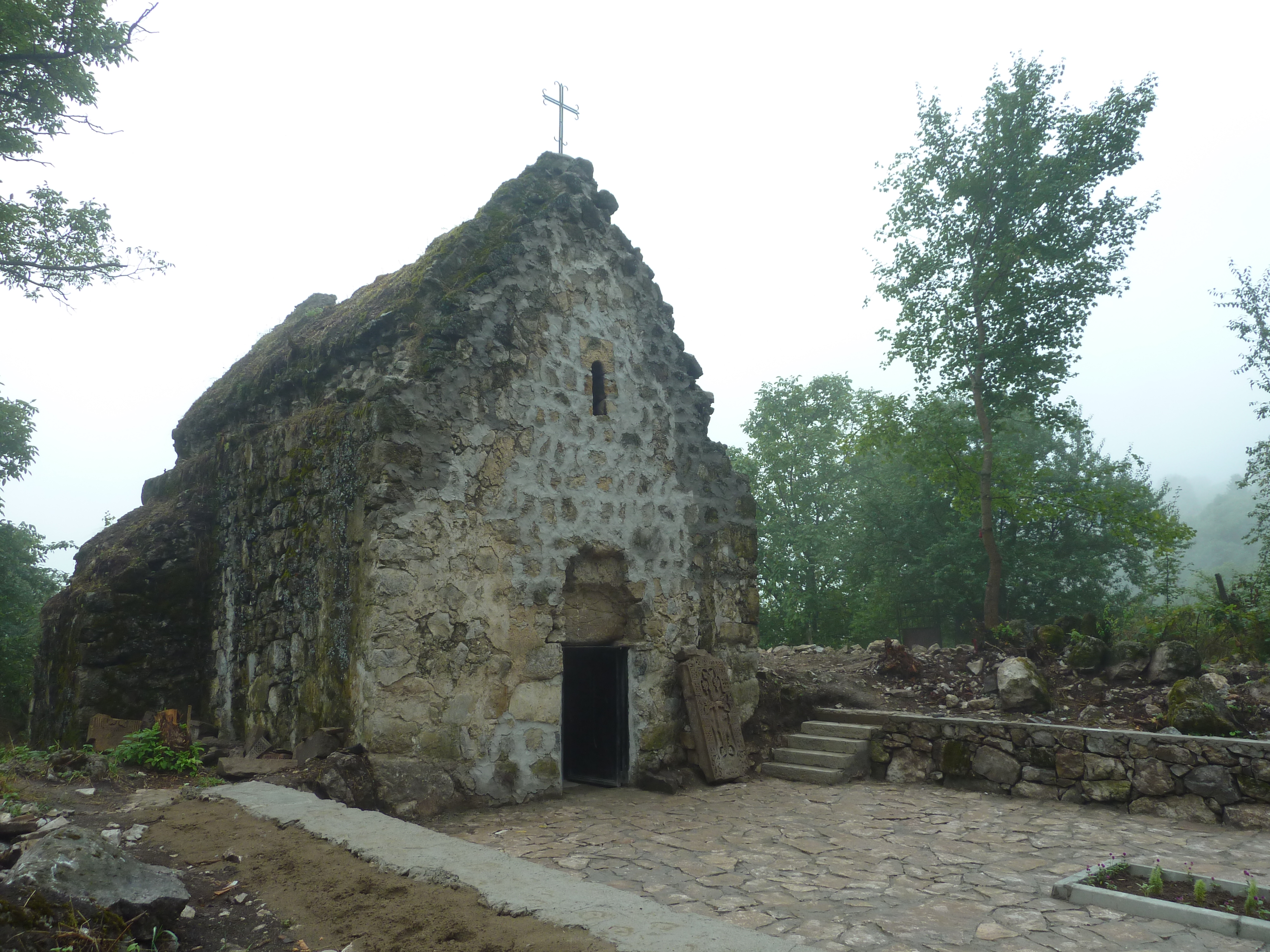
Церковь св. Ншан (Мариам Майр) близ села Навур, XIII в.